# 骆驼刺束丝壳
骆驼刺束丝壳（学名：Trichocladia alhagi）是属于白粉菌目白粉菌科束丝壳属的一种真菌，寄生在骆驼刺属植物上。该种分布于中国、俄罗斯。